# 通河新村

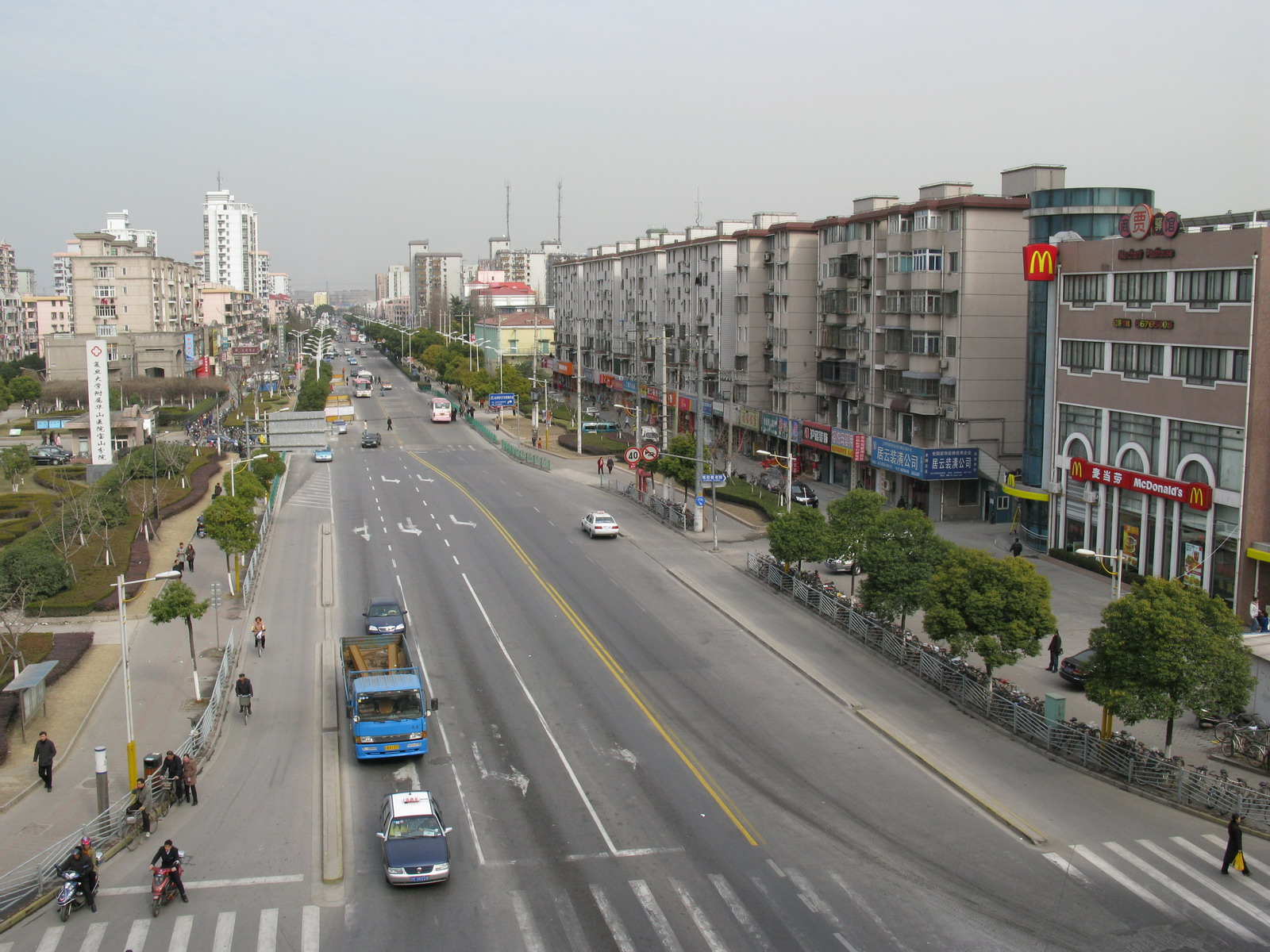
长江西路、共和新路交叉口（2008年）

通河新村是中華人民共和國上海市寶山區南部長江西路附近的一個住宅區，占地面积31.75公顷，建筑面积34.23万平方米。其中通河一村建筑面积15.92万平方米，於1986年1月开工。通河二村建筑面积7.67万平方米，於1986年4月开工。通河三村建筑面积1.71万平方米。通河四村建筑面积8.93万平方米，於1987年9月开工，1988年5月起陆续竣工。通河一村、二村內的住宅主要用於從上海火車站、中山北路内环线等地拆遷而來的居民动迁用房。通河三村、四村則为對外出售的商品住宅。